# Alfabeto tibetano

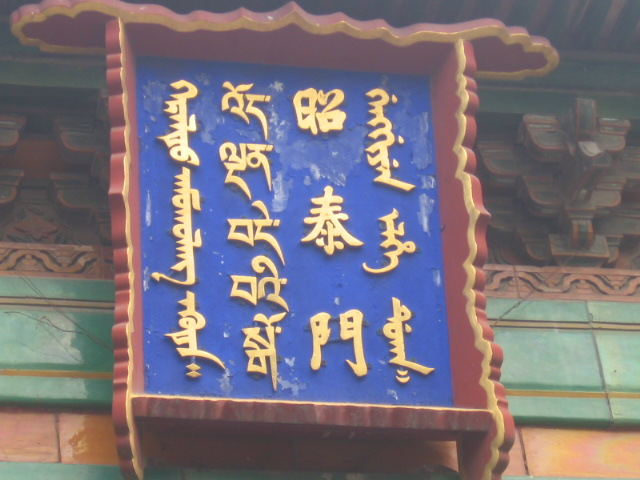
Escritas (da esquerda para direita)ː mongol, tibetana, chinesa e manchu no Templo de Yonghe, em Pequim

A escrita tibetana é um abugida originado da família brami usada para escrever a língua tibetana bem como as línguas butanesa,  siquim, ladakhi e por vezes a balti. A forma impressa da escrita é denominada escrita uchen (em tibetano: དབུ་ཅན་; Wylie: dbu-can; "com uma cabeça") enquanto que a escrita cursiva a mão e usada no dia a dia é chamada escrita umê (em tibetano: དབུ་མེད་; Wylie: dbu-med; "sem cabeça"). 

## História
O alfabeto tibetano foi composto no século VII pela tradução de textos sagrados do budismo. Derivado das escritas cursivas utilizadas nessa altura na Índia central, foi composto com um manifesto cuidado de simplificação, graças a um rigoroso conhecimento da fonética. A criação foi atribuída a Thonmi Sambhota, ministro do primeiro rei tibetano convertido ao budismo, que teria trazido, em livros sagrados, estas escritas das Índias.
Essa escrita está intimamente ligada à etnia tibetana, porém, é também usada por línguas tibetanas faladas no Butão, em partes da Índia e do Nepal e mesmo no Paquistão. Além disso, a escrita tibetana influenciou a criação de outras escritas como a limbu e lepcha e a 'phags-pa. A escrita tibetana apresenta muitas formas romanizadas.

## Descrição
A escrita Tibetana tem 30 consoantes, também conhecidas como radicais.
| ཀ ka  | ཁ kha  | ག ga  | ང nga                                          |
| ཅ ca  | ཆ cha  | ཇ ja  | ཉ nya                                          |
| ཏ ta  | ཐ tha  | ད da  | ན na                                           |
| པ pa  | ཕ pha  | བ ba  | མ ma                                           |
| ཙ tsa | ཚ tsha | ཛ dza | ཝ wa (não era originalmente parte do alfabeto) |
| ཞ zha | ཟ za   | འ 'a  |                                                |
| ཡ ya  | ར ra   | ལ la  |                                                |
| ཤ sha | ས sa   | ཧ ha  |                                                |
| ཨ a   |        |       |                                                |

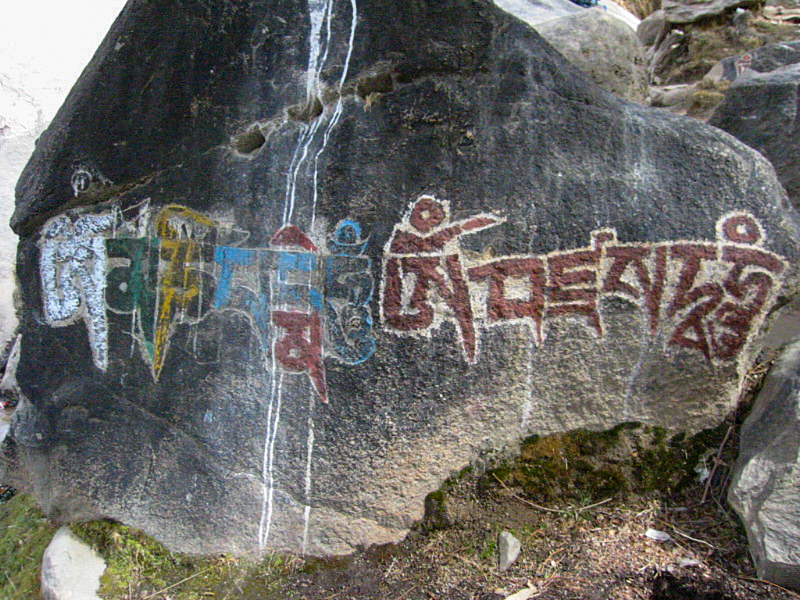
O texto policrômico à esquerda é o mantra primário do budismo tibetanoː em Sânscrito – IAST, Om Mani Padmem.

Como ocorre como na maior parte das línguas Indianas, cada consoante inclui uma vogal /a/ inerente.  Um aspecto único da escrita tibetana é que as consoantesa podem ser escritas simplesmente como radicais, ou podem ser escritas de outras formas, como, por exemplo, com sobrescritos e subscritos. A posição sobrescrita sobre o radical é reservada para as consoantes (sons) r, l,  s, enquanto que as posições subscritas sob o radical é para as consoantes  y, r, l, w.  Para entender como isso funciona,  pode-se observar o radical do carácter  "ka" ao se tornar  "kra" ou "rka".  Em ambos os casos, o símbolo para "ka" é usado, mas quando o R  está entre a consoante e a vogal, é adicionado um subscrito.  Por outro lado, quando o R vem antes do conjunto consoante + vogal, adiciona-se um sobrescrito.(Conf. Daniels) R realmente muda de forma quanto está acima da maior parte das outras consoantes; assim temos  རྐ rka.  Há, porém, uma exceção a isso no grupo consonantal  རྙ rnya.  De forma similar, as consoantes   w, r, y mudam sua forma quando estão junto a outras consoantes -  ཀྭ kwa; ཀྲ kra; ཀྱ kya.
Além de serem escrita com sobre e subscritos, algumas consoantes podem também ser pocionadas em posições de pré-escritas, pós-escritas ou mesmo pós-pós-escritas. Por exemplo, as consoantes g, d, b, m,  ’a ("’a  chung") podem ser usadas em posição pré-escrita, à esquerda, de outros radicais, enquanto que a posição após o radical (pós-escrita) pode ser tomada por dez das consoantes (g, n, b, d, m, ’a, r, n̄, s,  l. A terceira posição, a pós-pós-escrita, é usada somente para as consoantes d e s (Conf. Daniels).
As vogais usadas na escrita tem os sons a, i, u, e,  o. A vogal a é inerente a cada dos radicais de consoantes, mas as demais devem ser indicadas por marcas (diacríticos). Assim:  ཀ ka, ཀི ki, ཀུ ku, ཀེ ke, ཀོ ko. As vogais  i, e, o são posicionadas sobre a consoante como diacríticos, enquanto que a vogal u é posicionada sob a consoante (conforme Daniels). No Tibetano antigo, havia o diacrítico gigu, 'verso', de significado desconhecido. Não há distinção entre vogais longas e curtas no tibetano antigo, exceto para palavras externas à língua, em especial aquela vindas do Sânscrito. 
No sistema Tibetano de escrita, as sílabas são escritas da esquerda para a direita. As sílabas são separadas por um tseg (་); como muitas palavras Tibetanas são monossilábicas, essa marca é, por vezes, não usada, sendo substituída por um espaço para separação de palavras.
Mesmo que alguns dialetos Tibetanos apresentem tons, como a língua em si própria não tinha esses tons quando da criação da escrita, os mesmos não são expressos na escrita. Como os tons se desenvolveram a partir de características segmentais, eles podem ser inferidos pela também ser identificados nas palavras tibetanas. Como nas outras escritas indianas, dígrafos consonantais são por vezes feitos caracteres um sobre o outro na vertical. Infelizmente, algumas fontes para informática não atendem a essa característica da escrita Tibetana, não podendo ser aqui apresentados de forma correta.

## Transliteração do Sânscrito
Conforme o IAST

### Vogais
| Devanagari | IAST | Tibetano | Sinais dependentes de vogais |   | Devanagari | IAST | Tibetano | Sinais dependentes de vogais |
| अ          | a    | ཨ        |                              | औ | au         | ཨཽ    | ཽ         |                              |
| आ          | ā    | ཨཱ        | ཱ                             | ऋ | ṛ          | རྀ    | ྲྀ         |                              |
| इ          | i    | ཨི        | ི                             | ॠ | ṝ          | རཱྀ    | ཷ         |                              |
| ई          | ī    | ཨཱི        | ཱི                             | ऌ | ḷ          | ལྀ    | ླྀ         |                              |
| उ          | u    | ཨུ        | ུ                             | ॡ | ḹ          | ལཱྀ    | ཹ         |                              |
| ऊ          | ū    | ཨཱུ        | ཱུ                             | अं | aṃ         | ཨཾ    | ཾ         |                              |
| ए          | e    | ཨེ        | ེ                             | अँ | aṃ         | ཨྃ    | ྃ         |                              |
| ऐ          | ai   | ཨཻ        | ཻ                             | अः | aḥ         | ཨཿ    | ཿ         |                              |
| ओ          | o    | ཨོ        | ོ                             |   |            |      |          |                              |

### Consoantes
| Devanagari | IAST | Tibetano |    | Devanagari | IAST | Tibetano |
| क          | ka   | ཀ        | द  | da         | ད    |          |
| ख          | kha  | ཁ        | ध  | dha        | དྷ    |          |
| ग          | ga   | ག        | न  | na         | ན    |          |
| घ          | gha  | གྷ        | प  | pa         | པ    |          |
| ङ          | ṅa   | ང        | फ  | pha        | ཕ    |          |
| च          | ca   | ཙ        | ब  | ba         | བ    |          |
| छ          | cha  | ཚ        | भ  | bha        | བྷ    |          |
| ज          | ja   | ཛ        | म  | ma         | མ    |          |
| झ          | jha  | ཛྷ        | य  | ya         | ཡ    |          |
| ञ          | ña   | ཉ        | र  | ra         | ར    |          |
| ट          | ṭa   | ཊ        | ल  | la         | ལ    |          |
| ठ          | ṭha  | ཋ        | व  | va         | ཝ    |          |
| ड          | ḍa   | ཌ        | श  | śa         | ཤ    |          |
| ढ          | ḍha  | ཌྷ        | ष  | ṣa         | ཥ    |          |
| ण          | ṇa   | ཎ        | स  | sa         | ས    |          |
| त          | ta   | ཏ        | ह  | ha         | ཧ    |          |
| थ          | tha  | ཐ        | क्ष | kṣa        | ཀྵ    |          |

As consoantes retroflexas  "cerebral" do Sânscrito ट ठ ड ण ष (ṭa, ṭha, ḍa, ṇa, ṣa) são representadas pela reversão das letras ཏ ཐ ད ན ཤ (ta, tha, da, na, sha) para ter-se ཊ ཋ ཌ ཎ ཥ (Ta, Tha, Da, Na, Sa).
È um regra clássica de transliteração च छ ज झ (ca cha ja jha) para ཙ ཚ ཛ ཛྷ (tsa tsha dza dzha), respectivamente. Atualmente, ཅ ཆ ཇ ཇྷ (ca cha ja jha) também podem ser usados.

## Unicode
Bloco em Unicode Tibetano é  U+0F00–U+0FFF. Esse inclui letras, dígitos, várias pontuações e símbolos especiais usados em textos religiosos.

### Referências externas

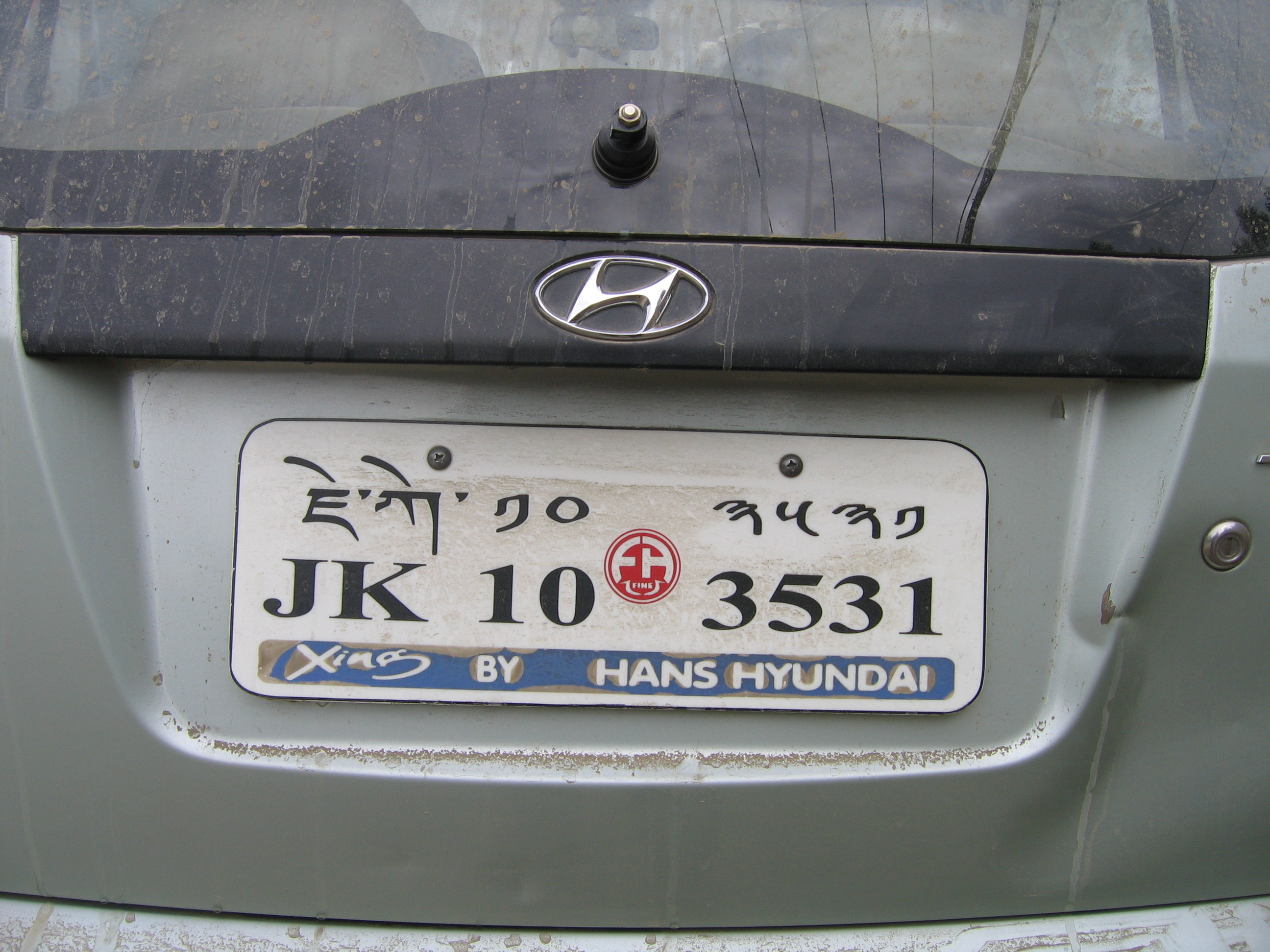
Placa de registro de veículo de Jammu e Caxemira, em escritas Latina e Tibetana